# Чак Біллі
Чарльз Біллі (англ. Charles Billy), більш відомий як Чак Біллі (англ. Chuck Billy; 23 червня 1962) — американський співак, насамперед відомий як головний вокаліст треш-метал гурту Testament.

## Кар'єра

### Testament
Чак Біллі приєднався до гурту Legacy у 1986 році, замінивши вокаліста Стіва «Зетро» Соузу, який пізніше приєднався до Exodus. Після того, як Legacy змінили назву на Testament, гурт випустив свій дебютний альбом The Legacy у 1987 році, який містив одну пісню, написану Чаком Біллі під назвою «Do or Die». Відтоді Testament випустили ще дванадцять студійних альбомів і постійно гастролювали, зокрема виступаючи на сцені з такими відомими гуртами, як Iron Maiden, Judas Priest, Black Sabbath, Devin Townsend, Kiss, Megadeth, Slayer, Anthrax, Exodus, Overkill, Sepultura, Suicidal Tendencies., Pantera, White Zombie, Primus, DRI та Pro-Pain .
Незважаючи на те, що склад Testament змінювався протягом багатьох років, Чак Біллі разом із гітаристом і засновником Еріком Петерсоном є двома постійними учасниками гурту. Серед всіх учасників тільки вони двоє записувалися на всіх студійних альбомах групи. Його вокальний стиль суттєво змінився протягом багатьох років від чіткого, високого трешового стилю до нижчого регістру, що наближається до передсмертного бурчання . Починаючи з альбому Low, він змішував обидва стилі, іноді в межах однієї пісні.

### Творчість поза Testament
Чак Біллі вважає, що на його творчість і вокал вплинули такі вокалісти як: Роб Хелфорд, Ронні Джеймс Діо, Брюс Дікінсон, Філ Могг, Джеймс Хетфілд, Оззі Осборн, Гедді Лі, Бон Скотт, Стівен Тайлер, Еліс Купер, Роберт Плант, Філ Лінотт і Клаус Майне.
До участі в Legacy та Testament Чак Біллі був вокалістом місцевої метал групи під назвою Guilt, у якій також брали участь майбутні Hericane Alice і гітарист Medicine Wheel Денні Гілл. Записів гурту не існує, але було записане одне демо в 1984 році і цю пісню «Down to the City» внесли в збірник US Metal Vol. IV на Shrapnel Records. До цього він також грав у шкільних групах.
Приблизно в 1996 році Біллі проходив прослуховування на вокаліста гурту Sepultura щоб замінити Макса Кавалеру, але цю позицію віддали Дерріку Гріну.
Чак Біллі також брав участь у сольних проектах Джеймса Мерфі, грав на обох альбомах як запрошений музикант.
У 2006 році Чак Біллі виконав вокальну партію у пісні Sadus «Crazy» і разом з кількома іншими музикантами з інших груп зробив кавер на пісню Iron Maiden «Fear of the Dark» для їх альбому Numbers from the Beast . У релізі Light This City 2008 року, Stormchaser, він виконує вокал у пісні «Firehaven».
Він також об'єднався з музикантами, зокрема своїми братами Едді та Енді Біллі, Стівом Соузою, Грегом Бустаманте, Стівом Робелло, Деном Каннінгемом, Віллі Лангем, щоб сформувати гурт Dublin Death Patrol.
У 2008 році Біллі виконав вокал для Silent Night в альбомі різдвяних пісень We Wish You a Metal Xmas and a Headbanging New Year з такими музикантами, як Скотт Ян, Джон Донайс, Кріс Вайз і Джон Темпеста.

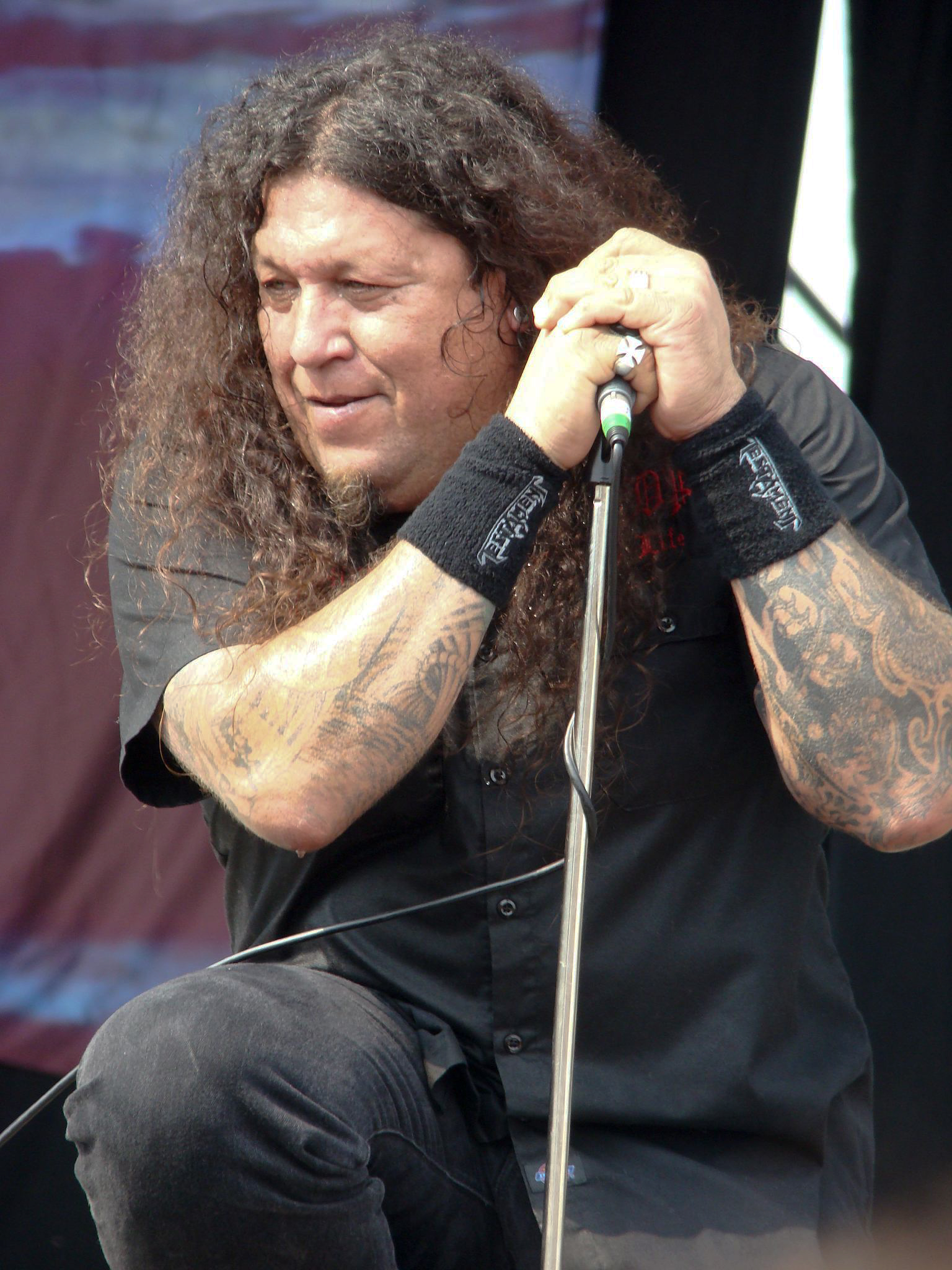
Чак Біллі в 2008 році

У 2009 році Біллі з'явився в пісні «Live My Dream» з альбому групи Susperia, Attitude.
Для живої презентації альбому Ziltoid the Omniscient Девіна Таунсенда він озвучив Planet Smasher в однойменному треку. Це сталося на Tuska Open Air Metal Festival 2010 у Гельсінкі.
У 2014 році Біллі виконав гостьовий вокал у пісні «Trend Killer» на альбомі Exit Wounds шведського мелодет -гурту The Haunted.
У 2014 році Біллі з'явився на пісні Blood In, Blood Out співвітчизника треш-метал-гурту Exodus і виконав гостьовий вокал у треку «BTK». Раніше він замістив Zetro на вокалі для виступу Exodus 28 жовтня 2004 року в Warfield Theatre у Сан-Франциско, де гурт відкривав Megadeth.
У 2015 році Біллі з'явився в однойменному альбомі Metal Allegiance і виконав вокал у треку «Can't Kill the Devil».
Біллі та Джейк Оні записали вокал у пісні «The Never» із дебютного сольного альбому гітариста Lamb of God Марка Мортона Anesthetic, випущеного в березні 2019 року.
У 2019 році Біллі з'явився як співак у пісні «Waiting to Die» з альбому Imperium гурту Walls of Blood.
У 2019 році Біллі з'явився як виконавець у пісні Killswitch Engage «The Crownless King» з їхнього альбому Atonement .
У 2020 році Біллі з'явився у пісні Lamb of God «Routes» з їх однойменного альбому .
У 2021 році Біллі надав додаткові голоси для телесеріалу Disney+ " Що, якщо…? ", що є частиною кінематографічного всесвіту Marvel.
У 2022 році Біллі з'явився у пісні Метта Гіфі «Behold Our Power».
У 2022 році Біллі з'явився в новому альбомі деткор- гурту Shadow of Intent Elegy, який вийшов 14 січня

## Нагороди та відзнаки
У 2013 році депутат штату Каліфорнія Джим Фрейзер відзначив Біллі на залі Державних зборів за його позитивний вплив на індіанську спільноту.
У 2013 році Біллі став першим корінним американцем, який був постійно представлений на експозиції пам'ятних речей у готелі Hard Rock Hotel в Альбукерке, Нью-Мексико . Його також визнали на виставці Національного музею американських індіанців у Смітсонівському інституті під назвою «Нагорі, де ми належимо: місцеві музиканти в популярній культурі», яка була виставлена до 2 січня 2011 року.

## Особисте життя
Біллі народився в сім'ї корінного американця та мексиканської матері. Він належить до корінних американців помо, корінного народу Північної Каліфорнії, і пишається своєю індіанською спадщиною, іноді кричачи своїм «тубільним братам і сестрам» в аудиторії. Пісня «Trail of Tears» — це данина його спадщині, як і «Вірність» та «Рідна кров». Біллі є двоюрідним братом Стівена Карпентера, співзасновника та головного гітариста альтернативного метал- гурту Deftones .
У 2001 році Біллі діагностували семіному зародкових клітин ; це була рідкісна медична ситуація, оскільки цей тип раку зазвичай проявляється в області яєчок у чоловіків, тоді як у випадку Біллі пухлина з'явилася в області грудей біля серця. У серпні 2001 року друзі організували благодійний концерт Thrash of the Titans, щоб зібрати гроші на медичні витрати Біллі. Після хіміотерапії він був чистим і продовжував працювати з Testament.
У березні 2020 року Біллі та його дружина Тіффані дали позитивний результат на COVID-19 після завершення європейського туру The Bay Strikes Back ; він був третьою людиною, яка повернулася додому хворою з вищезгаданого туру, після Вілла Керролла з Death Angel і Ґері Голта з Exodus . Тестамент підтвердив тести в заяві про те, що він перебував на карантині у своєму домі.